# La Lunule
Pour plus de détails, voir Fiche technique et Distribution.
La Lunule (The Pyx) est un film canadien réalisé par Harvey Hart, sorti en 1973.

## Fiche technique
- Titre original : The Pyx
- Titre français : La Lunule
- Réalisation : Harvey Hart
- Scénario : Robert Schlitt d'après le livre de John Buell
- Photographie : René Verzier
- Musique : Harry Freedman
- Pays d'origine : Canada
- Genre : thriller
- Date de sortie : 1973

## Distribution
- Karen Black (VQ : Élizabeth Lesieur) : Elizabeth Lucy
- Christopher Plummer (VQ : Bruno Noël) : Jim Henderson
- Donald Pilon (VQ : Lui-même) : Dt. Sgt. Pierre Paquette
- Jean-Louis Roux (VQ : Lui-même) : Keerson
- Jacques Godin (VQ : Lui-même) : Super-intendant

Source: Doublage Québec

## Nominations et récompenses
- Le film a été présenté hors compétition au Festival international du film fantastique d'Avoriaz 1974.